# Al-Džazárí
Abu al-'Iz Ibn Isma'il ibn al-al-Razāz Jazari (1136 – 1206) (arabsky: أَبُو اَلْعِزِ بْنُ إسْماعِيلِ بْنُ الرِّزاز الجزري) byl kurdský muslimský všeuměl: vědec, vynálezce, strojní inženýr, řemeslník, umělec, matematik a astronom z Džazárí v Mezopotámii (dnešní Cizre v Turecku), který žil v Zlatém věku Islámu (ve středověku). Stal se známý především dík sepsání knihy Kitáb al-fi ma'rifat hiyal al-handasiyya (Kniha znalostí důmyslných mechanických zařízení) z roku 1206, kde popsal padesát mechanických zařízení spolu s pokyny k jejich konstrukci. Je označovaný i za konstruktéra prvního robota.